# Chouzelot
Chouzelot é uma comuna francesa na região administrativa de Borgonha-Franco-Condado, no departamento de Doubs. Estende-se por uma área de 6,41 km². Em 2010 a comuna tinha 276 habitantes (densidade: 43,1 hab./km²).